# Pedro Maldonado de la Barrera
Pedro Maldonado de la Barrera (Sevilla, 1576-1614) fue un religioso agustino y teólogo español notable por haber sido considerado confesor del duque de Lerma, valido de Felipe III de España.

## Biografía
Fue hijo de Melchor de Maldonado, caballero de la orden de Santiago y su esposa, Maria Ana o Mariana de la Barrera.
Entró en la Compañía de Jesús completando sus estudios en esta, antes de pasar a la orden de San Agustín.
Entre 1606 y 1609 publicó diversas obras teológicas, publicadas en Lisboa al amparo de poderosos mecenas de la alta nobleza lusa.
En 1609  le fueron conferidos los grados de Licenciado y Doctor en la universidad de Osuna.
Con posteridad a 1610 escribió su obra Discurso del perfecto privado que sirvió como puntal para el cambio de la percepción ideológica de la figura del valido.
En la obra dice de la figura del privado: que un fiel privado, como debe ser, es la más noble y rica parte del rey.
Se enmarca dentro de la corriente conocida como tacitismo
Según lo contenido en su obra Discurso del perfecto privado, habría sido confesor del duque de Lerma. En esta posición sucedería a otros confesores como el dominico Andrés Balaguer Salvador, dominico, en la época de Lerma como virrey de Valencia u después por fray Luis de Aliaga, desde 1608, confesor de Felipe III.

## Obras
Fue autor de las siguientes obras:
- Discurso del coro y oficio divino, Sevilla, 1606 (al final del texto se halla escrito 1607) (Barcelona 1608).
- Primera parte del consuelo de justos, Lisboa, Pedro Craesbeck, 1609.
- Traza y ejercicios de un oratorio, Lisboa, Jorge Rodrigues, 1609.
- Commentarii in Psalmos David, Lisboa, Antonio Álvarez, 1609.
- Lectiones Sacrae in Primam Canonicam B. Joannis Apostolii, Lisboa, 1609.
- Libro espiritual, que sirve para la lección y meditación, Sevilla, Luis Estupiñán, 1631.
- Discurso del perfecto privado, post. 1610.

### Individuales
1. ↑  Ortiz de Zúñiga, Diego (1677). Annales ecclesiasticos y seculares de la ... ciudad de Sevilla. Garcia Infançon. p. 591. Consultado el 24 de mayo de 2023.
2. ↑  Martínez Peñas, Leandro (2007). El confesor del rey en el Antiguo Régimen. Editorial Complutense. p. 382. ISBN 978-84-7491-851-9. Consultado el 24 de mayo de 2023.